# Sidi Dahbi
Sidi Dahbi  (in arabo سيدي الذهبي‎?) è un centro abitato e comune rurale del Marocco situato nella provincia di Settat, regione di Casablanca-Settat. Conta una popolazione di 8 703 abitanti (censimento 2014).